# Larca notha
Espèce
Larca notha est une espèce de pseudoscorpions de la famille des Larcidae.

## Distribution
Cette espèce se rencontre aux États-Unis au Colorado et en Oregon et au Canada en Saskatchewan,.

## Description
Le mâle holotype mesure 1,60 mm.
Les spécimens décrits par Muchmore en 1981 mesurent de 1,85 à 1,95 mm.

## Publication originale
- Hoff, 1961 : Pseudoscorpions from Colorado. Bulletin of the American Museum of Natural History, no 122, p. 409-464 (texte intégral).